# Реална прича
Реална прича је српски филм из 2019. године. Филм је режирао глумац Гордан Кичић, коме је ово редитељски деби, а по сценарију који је написао заједно са Владимиром Симићем и Марком Манојловићем. Осим у улози редитеља и косценаристе, Кичић се појављује и као носилац главне улоге и продуцент филма.
Филм је своју премијеру имао 12. новембра 2019. године у Сава центру у Београду.
Од материјала филма направљена је и ТВ серија од 10 епизода, Мама и тата се играју рата, која је премијерно емитована током јесени 2020. године на РТС-у.

## О филму
Филм нас води кроз сагу о глумцу Вељку Радисављевићу (Гордан Кичић), који има утисак да се цео свемир уротио против њега. Вељко је ходајући проблем и чврсто верује да сав несклад стварају људи око њега, због чега често упада у комичне сукобе са пријатељима, породицом, колегама, па чак и случајним пролазницима. У ишчекивању велике улоге за коју верује да ће решити све његове хаосе, Вељко почиње да губи осећај за реалне проблеме.

## Улоге
| Глумац              | Улога              |
| ------------------- | ------------------ |
| Гордан Кичић        | Вељко Радисављевић |
| Нина Јанковић       | Јадранка           |
| Лена Лазовић        | Вида               |
| Небојша Илић        | Ћуфта              |
| Војин Ћетковић      | адвокат Мики       |
| Катарина Гојковић   | Радмила            |
| Бранимир Брстина    | Жаре               |
| Јована Гавриловић   | Александра         |
| Милица Михајловић   | Милена             |
| Светозар Цветковић  | Милутин            |
| Немања Оливерић     | Дарко              |
| Примож Екарт        | Магнус             |
| Бојан Димитријевић  | Павле Чортановски  |
| Бранка Шелић        | дечији психолог    |
| Горица Поповић      | социјална радница  |
| Раде Николић        | Деда мраз          |
| Владимир Алексић    | Раде               |
| Ненад Хераковић     | Славко             |
| Дејан Луткић        | редитељ рекламе    |
| Небојша Миловановић | редитељ серије     |
| Хана Бештић         | Аја                |
| Владан Матовић      | Звонимир           |
| Ненад Јездић        | старији полицајац  |

## Награде
- Врњачка Бања: Друга награда за сценарио